# Marcello Palmisano
Marcello Palmisano (San Michele Salentino, 17 gennaio 1940 – Mogadiscio, 9 febbraio 1995) è stato un giornalista e cineoperatore italiano, medaglia d'oro al merito civile.

## Biografia
Dopo la maturità classica, Palmisano emigra in Svizzera dove trova lavoro come operaio. Dalla Svizzera si sposta in Germania Ovest, a Colonia, dove si diploma come cameraman. Intraprende quindi questo nuovo lavoro per la TV svizzera.
Assunto nel 1972 in Rai, dal 1978 lavora per il TG2 realizzando come telecineoperatore diversi servizi in Italia e all'estero (Cambogia, Vietnam, Afghanistan, Libia e Somalia).
Muore il 9 febbraio 1995 a Mogadiscio, vittima di un agguato: l'autovettura sulla quale viaggiava fu bloccata da un gruppo di banditi somali che, a bordo di una tecnica, esplosero numerosi colpi di arma da fuoco; con lui vi era la giornalista Carmen Lasorella, rimasta ferita. 
Secondo l'ipotesi più accreditata, i giornalisti sarebbero stati scambiati per dirigenti della Somalfruit, joint venture italo-somala (e poi società per azioni con sede a Cipro) istituita nel 1983 tra l'azienda somala National Banana Board (Ente nazionale banane) e il Gruppo De Nadai: l'agguato sarebbe maturato nell'ambito della guerra delle banane che vedeva contrapposte la Somalfruit, titolare del marchio Somalita, e la Sombana, società controllata dalla Dole, per il monopolio della produzione e della commercializzazione delle banane.
Nel gennaio 1995, la Dole aveva sostenuto che la Somalfruit avesse pagato una milizia armata perché controllasse la zona dello Uebi Scebeli e attaccasse i mezzi della Dole-Sombana. I vertici della Dole, peraltro, ammisero di aver sovvenzionato, sia pure a titolo personale, il signore della guerra Mohammed Farah Aidid, tanto che, successivamente, la Dole ottenne la concessione alla commercializzazione nelle aree controllate dall'Alleanza Nazionale Somala, mentre la Somalfruit fu dichiarata illegale.
La provincia di Brindisi ha istituito il concorso giornalistico per telecineoperatori intitolato a Marcello Palmisano e dal 2016  Libera ha incluso il nome del giornalista nella lista dei nomi da non dimenticare.